# Lijst van afleveringen van Star Trek: The Animated Series
Dit is een lijst met afleveringen van de Amerikaanse televisieserie Star Trek: The Animated Series. De serie telt twee seizoenen. Een overzicht van alle afleveringen is hieronder te vinden.

## Seizoen 1
| Nr. | Titel aflevering              | Uitzenddatum VS   |
| --- | ----------------------------- | ----------------- |
| 1   | Beyond the Farthest Star      | 8 september 1973  |
| 2   | Yesteryear                    | 15 september 1973 |
| 3   | One of Our Planets Is Missing | 22 september 1973 |
| 4   | The Lorelei Signal            | 29 september 1973 |
| 5   | More Tribbles, More Troubles  | 6 oktober 1973    |
| 6   | The Survivor                  | 13 oktober 1973   |
| 7   | The Infinite Vulcan           | 20 oktober 1973   |
| 8   | The Magicks of Megas-tu       | 27 oktober 1973   |
| 9   | Once Upon a Planet            | 3 november 1973   |
| 10  | Mudd's Passion                | 10 november 1973  |
| 11  | The Terratin Incident         | 17 november 1973  |
| 12  | The Time Trap                 | 24 november 1973  |
| 13  | The Ambergris Element         | 1 december 1973   |
| 14  | The Slaver Weapon             | 15 december 1973  |
| 15  | The Eye of the Beholder       | 5 januari 1974    |
| 16  | The Jihad                     | 12 januari 1974   |

## Seizoen 2
| Nr. | Titel aflevering                   | Uitzenddatum VS   |
| --- | ---------------------------------- | ----------------- |
| 1   | The Pirates of Orion               | 7 september 1974  |
| 2   | Bem                                | 14 september 1974 |
| 3   | The Practical Joker                | 21 september 1974 |
| 4   | Albatross                          | 28 september 1974 |
| 5   | How Sharper Than a Serpent's Tooth | 5 oktober 1974    |
| 6   | The Counter-Clock Incident         | 12 oktober 1974   |